# Паул Гюсфелд
Рихард Паул Вилхелм Гюсфелд (на немски: Richard Paul Wilhelm Güßfeldt) е германски географ, пътешественик, алпинист, изследовател на Африка.

## Биография

### Образование и младост
Роден е на 14 октомври 1840 година в Берлин, Кралство Прусия. Завършва гимназия в родния си град и от 1859 до 1865 година следва естествени науки и математика в Хайделберг, а след това продължава образованието си в тези научни области и в университетите в Берлин, Гисен и Бон.
От 1868 година започва преподавателска дейност по математика в Университета в Бон.
Взема участие като доброволец във Френско-пруската война през 1870 – 1871 година.

### Експедиции (1873 – 1883)
В началото на 70-те години на ХІХ век се вземат мерки за засилване немското присъствие в басейна на река Конго. Когато през 1872 година Хенри Мортън Стенли донася в Европа известията за последните открития на Дейвид Ливингстън, в германските географски кръгове започва да се утвърждава убеждението за връзката между реките Луалаба и Конго. Видният по това време немски етнограф и пътешественик Адолф Бастиан издига пред своите съотечественици идеята, че „честта за изследването на Конго и неговите притоци се пада на германците“. По негова инициатива през април 1873 година на базата на географските дружества на различни германски градове е създадено „Немско дружество за изследване на Екваториална Африка“, по-късно получило по-кратно название „Германско Африканско дружество“. Новооснованото дружество, председател на което става Бастиан, незабавно пристъпва към организиране на голяма експедиция, като ръководството ѝ е възложено на опитния пътешественик и алпинист Паул Гюсфелд.
За отправен пункт на експедицията е избрано крайбрежието северно от устието на Конго в района на град Ландана, където е основана станцията Чинчошо, която става база за походите във вътрешността на континента. В тази станция на 25 юли 1873 година пристига и Гюсфелд и се заема с подготовката за пътуването навътре в континента. Плановете му обаче за широкомащабно изследване се провалят поради отказа на крайбрежните жители да бъдат наети за носачи във вътрешността. Поради това Гюсфелд се ограничава със сравнително малки маршрути в бреговите райони. От октомври до декември 1873 година изследва долното течение на река Квилу (вливаща се в Атлантическия океан на 4º 30` ю.ш.) до планината Майомбе. През март 1874 година изследва долното течение на река Шилоанго, а от август до октомври 1874 година – долното течение на река Нянга.
След постигнатия неуспех Гюсфелд се завръща в Германия на 7 юли 1875 г. и описва кратките си пътувания в района в книгата: „Die Loango-Expedition“ (Bd. 1 – 3, Leipzig, 1879 – 1882).
През 1876 година заедно с германския ботаник Георг Швайнфурт изследва Арабската пустиня в Египет.
От септември 1882 до май 1883 година посещава Южна Америка, като покорява няколко върха в Андите на територията на Чили и Боливия. На 21 февруари се опитва да изкачи най-високия връх на континента Аконкагуа, но достига само до 6400 м, на 570 от върха.

### Следващи години (1883 – 1920)
След завръщането си от Андите през юли 1883 година е назначен за главен секретар на Германското географско дружество и заема този пост до средата на 1885 година. След това продължава да практикува само алпинистка дейност главно в Алпите.
Умира на 18 януари 1920 г. в Берлин на 79-годишна възраст.